# Witte mosterd
De witte mosterd of gele mosterd (Sinapis alba) is een plant die tot de kruisbloemenfamilie (Brassicaceae) behoort. De plant wordt als groenbemester gebruikt. Van de zaden wordt  mosterd gemaakt. In tegenstelling tot wat de naam doet vermoeden, bloeit de plant met gele bloemen. Vandaar dat in Nederland ook over gele mosterd wordt gesproken.
Deze mosterd komt voor in Eurazië. De plant heeft 2n = 24 chromosomen.
Voor de teelt van mosterd worden andere rassen gebruikt dan voor groenbemesting.

## Botanischebeschrijving
De eenjarige planten kunnen circa 60-120 cm hoog worden en hebben een kantige stengel. De behaarde bladeren zijn lang-eirond en diep ingesneden. Bij zaaien in maart bloeit de plant in juni en juli met gele bloemen, die in een tros gerangschikt zijn. De vrucht is een hauw. De ronde zaden zijn rijp geel, 2-2,5 mm groot en mat. Ze bevatten olie, eiwit en het scherp smakende sinalbine, een glycoside.

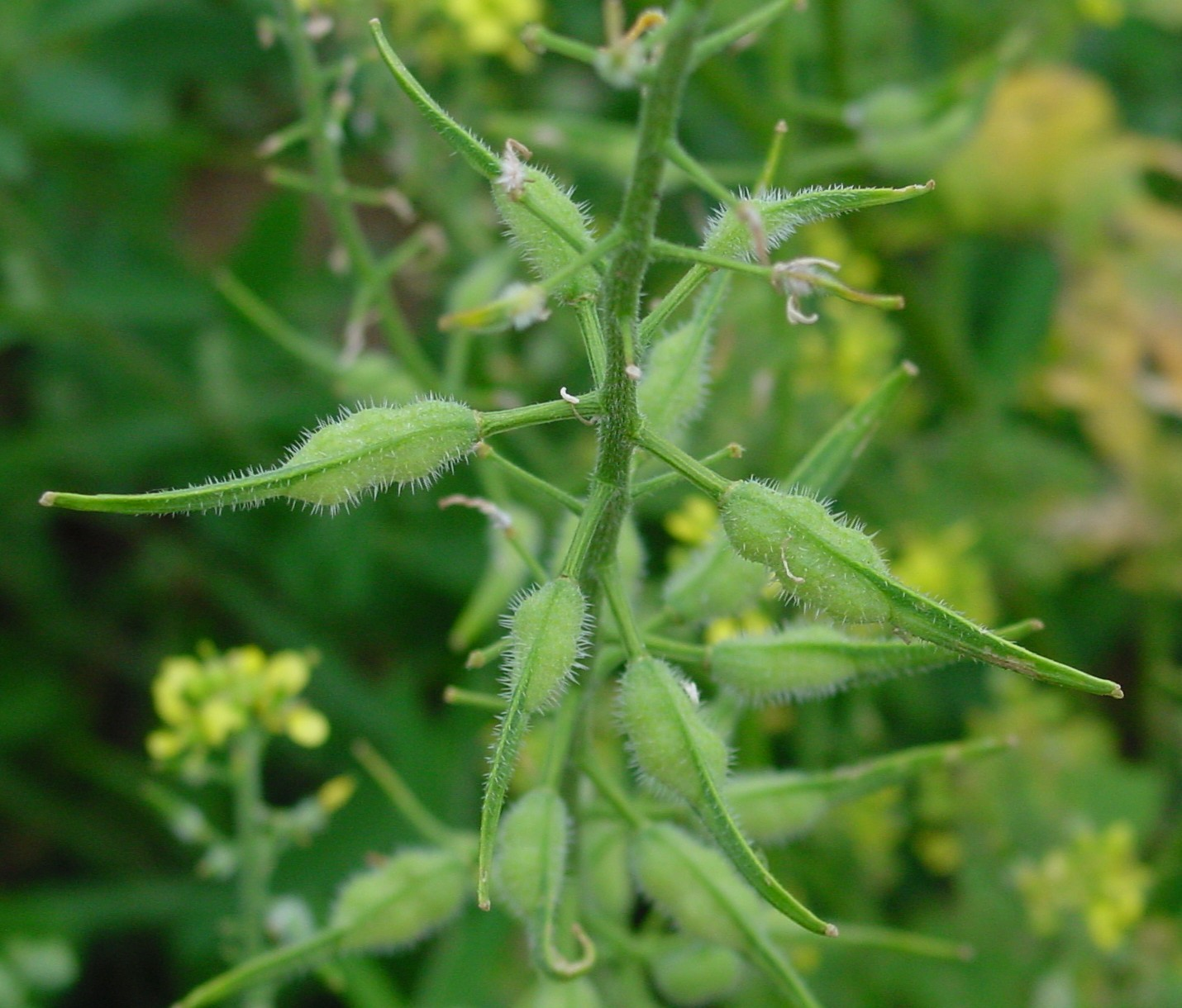
Hauwen

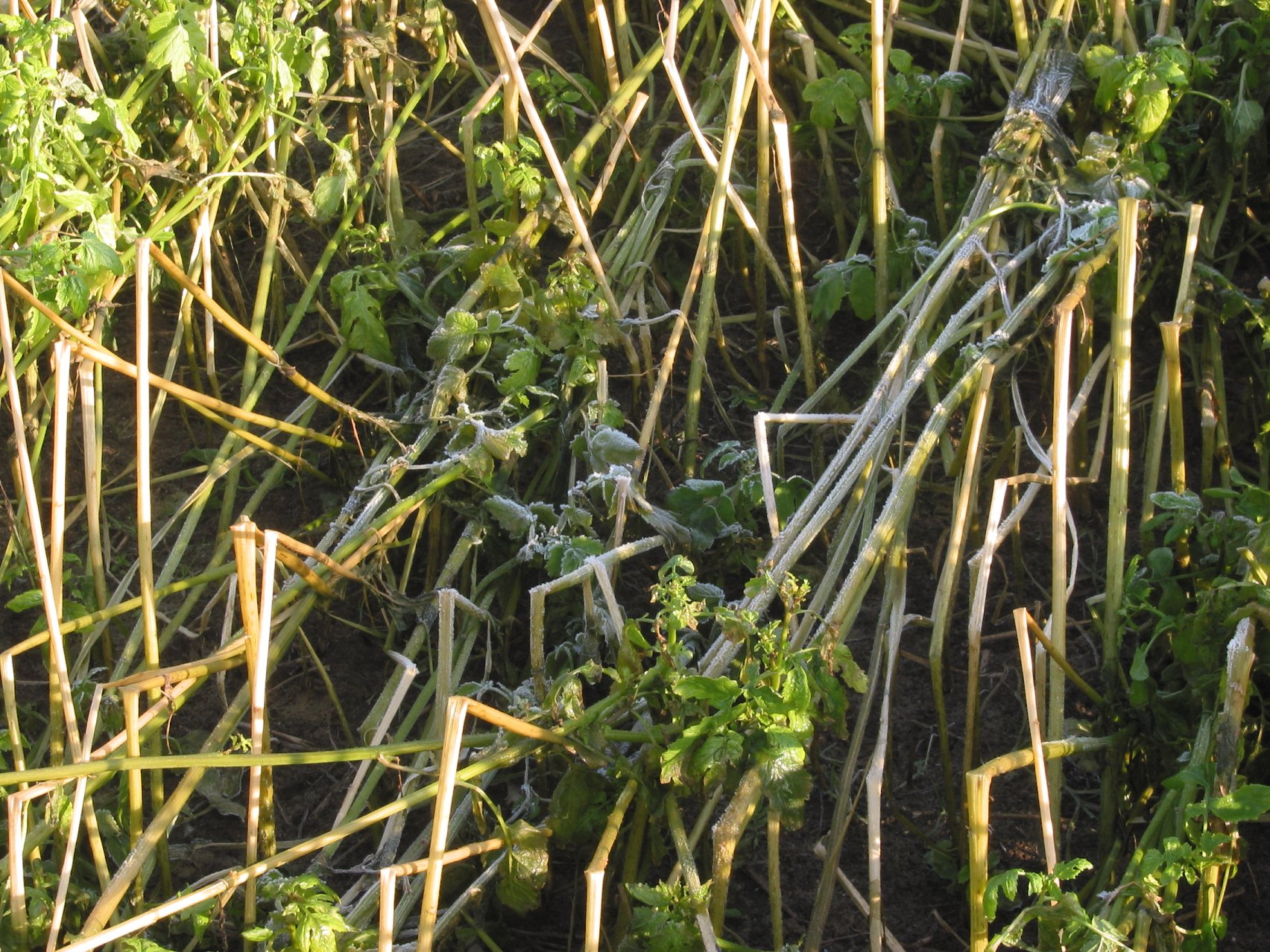
Gele mosterd na vorst

|  |
|  |

## Groenbemesting
Gele mosterd kan later gezaaid worden dan bladrammenas (Raphanus sativus subsp. oleiferus), en wordt gezaaid vanaf 10 augustus tot begin september. Het resultaat is  een snelle grondbedekking, de plant vormt een breed gewas waardoor het onkruid goed onderdrukt wordt. Gele mosterd maakt minder wortels aan dan bladrammenas. Ook komt gele mosterd snel in bloei. Het gewas is vorstgevoelig, waardoor het gemakkelijk ondergeploegd wordt. Gele mosterd is zeer vatbaar voor knolvoet en kan aangetast worden door het wit bietencystenaaltje.

## Toepassing
Het zaad wordt gebruikt voor de bereiding van mosterd.

## Namen in andere talen
- Duits: Weisser Senf (mosterd), Futtersenf (voedergewas)
- Engels: White mustard
- Frans: Moutarde blanche